# Rimavské Zalužany
Rimavské Zalužany (ungarisch Rimazsaluzsány – bis 1888 Rimazaluzsány) ist eine Gemeinde in der südlichen Mittelslowakei mit 339 Einwohnern (Stand 31. Dezember 2024), die im Okres Rimavská Sobota, einem Kreis des Banskobystrický kraj, liegt und zur traditionellen Landschaft Gemer gehört.

## Geographie
Die Gemeinde befindet sich im Bergland Revúcka vrchovina innerhalb des Slowakischen Erzgebirges, im Tal der Rimava an beiden Ufern. Das Ortszentrum liegt auf einer Höhe von 260 m n.m. und ist neun Kilometer von Hnúšťa sowie 16 Kilometer von Rimavská Sobota entfernt.
Zur Gemeinde gehört neben dem Hauptort auch der 1926 eingemeindete Ort Príboj (ungarisch Pribó – bis 1907 Priboj).
Nachbargemeinden sind Rimavská Baňa im Norden, Kraskovo im Osten, Vyšný Skálnik im Südosten, Kociha im Süden und Lehota nad Rimavicou im Westen.

## Geschichte
Rimavské Zalužany wurde zum ersten Mal 1362 als Zalusan schriftlich erwähnt und war Besitz des Landadels. 1828 zählte man 27 Häuser und 185 Einwohner, die als Landwirte beschäftigt waren. Im 19. Jahrhundert besaß die Rimamurány-Gesellschaft Güter im Ort.
Bis 1918/19 gehörte der im Komitat Gemer und Kleinhont liegende Ort zum Königreich Ungarn und kam danach zur Tschechoslowakei beziehungsweise heute Slowakei. In der ersten tschechoslowakischen Republik waren die Einwohner als Fuhrmänner und Landwirte tätig. Von 1975 bis 1990 war Rimavské Zalužany Teil der Gemeinde Rimavská Baňa.

## Bevölkerung
| Jahr                | 1994 | 2004     | 2014    | 2024    |
| ------------------- | ---- | -------- | ------- | ------- |
| Anzahl der Personen | 377  | 324      | 340     | 339     |
| Unterschied         |      | −14,05 % | +4,93 % | −0,29 % |

| Jahr                | 2023 | 2024    |
| ------------------- | ---- | ------- |
| Anzahl der Personen | 338  | 339     |
| Unterschied         |      | +0,29 % |

Gemäß der Volkszählung 2011 wohnten in Rimavské Zalužany 340 Einwohner, davon 332 Slowaken, drei Roma sowie jeweils ein Magyare und Tscheche. Drei Einwohner machten keine Angabe zur Ethnie.
131 Einwohner bekannten sich zur römisch-katholischen Kirche, 60 Einwohner zur Evangelischen Kirche A. B. sowie jeweils ein Einwohner zur evangelisch-methodistischen Kirche, zur griechisch-katholischen Kirche, zur reformierten Kirche und zur tschechoslowakischen hussitischen Kirche. Zwei Einwohner bekannten sich zu einer anderen Konfession, 130 Einwohner waren konfessionslos und bei 13 Einwohnern wurde die Konfession nicht ermittelt.

## Baudenkmäler
- Glockenturm im neogotischen Stil aus der zweiten Hälfte des 19. Jahrhunderts

## Verkehr
Durch Kociha führt die Straße 1. Ordnung 72 zwischen Tisovec und Rimavská Sobota. Der Ort hat einen Bahnanschluss über die Haltestelle Rimavské Zalužany an der Bahnstrecke Jesenské–Tisovec.